# Корсунский, Николай Николаевич
Никола́й Ива́нович Ко́рсунский (1843—1899) — русский богослов, преподаватель, переводчик, редактор.

## Биография
Из семьи священника. По окончании Ярославской духовной семинарии (1862) обучался в Московской духовной академии (1862—1866), которую окончил со званием кандидата богословия. Преподаватель Ярославской духовной семинарии по классу греческого языка и редактор «Ярославских епархиальных ведомостей» (1871—1898), в которых напечатан ряд его работ, среди прочих перевод на русский язык с греческого подлинника, с примечаниями, сочинений Климента Александрийского. Из других его сочинений заслуживают внимания: «Пророчества о Мессии в книге пророка Исайи», «Благовест», «Пятнадцать речей из учебной практики».
Знаток истории русской церкви, в 1895 году Корсунский работал над «Историей ярославской семинарии», которая, видимо, не была завершена.

## Избранные труды
- Корсунский Н. И. Благовест : Ист. очерк. — 3-е изд. — Ярославль : тип. Фальк, 1887. — 2+50 с.
- Корсунский Н. И. Легкомыслие : Речь к воспитанникам Ярославск. духовной семинарии, класса III², пред отпуском их в 1888 г. на праздник св. Пасхи. — [Ярославль] : тип. Губ. зем. управы, ценз. 1888. — 12 с. — (Перепеч. из: Ярославск. епарх. ведомостей 1888, № 17)
- Корсунский Н. И. О заслугах Ярославской духовной семинарии духовному просвещению : Речь, говор. на акте Яросл. духов. семинарии 21 сент. 1895 г. — [Ярославль], ценз. 1895. — 16 с. — (Отт. из «Яросл. епарх. вед.» 1895, № 39)
- Корсунский Н. И. Пророчества о Мессии, содержащиеся в книге пророка Исаии. — Ярославль, 1872. — 4+192+2+31 с. — (Извлеч. из «Яросл. епарх. вед.» 1871 г.)
- Корсунский Н. И. Родительский дом : Речь к воспитанникам Ярославск. дух. семинарии, классам VI¹ и VI², пред отпуском их в 1887 г. на праздник Р. Хр. — [Ярославль] : тип. Губ. зем. управы, ценз. 1888. — 21 с. — (Перепеч. из «Яросл. епарх. вед.» 1888, № 3, 4)
- Корсунский Н. И. Сведения о Владимирской иконе Богоматери, принадлежащей Ростовскому Успенскому собору. — Ярославль : тип. Фальк, 1873. — 2+7 с. — (Извлеч. из «Яросл. епарх. вед.» 1872 г., № 38, ч. неофиц.)

## Семья
Отец — Николай Иоанов Корсунский, протоиерей церкви Города Ростова Вознесения Господня; мать — Евдокия Иванова.
Братья:
- Александр, выпускник Московской духовной академии;
- Михаил, учился в Ярославской семинарии.